# Бабине
Бабине, бабиње или пуерпериј је период који почиње завршавањем четвртог порођајног доба. Пуерпериј траје до 6 седмица, или 40 дана након порођаја, колико је потребно да нестану промјене гениталних органа настале током трудноће, и да се они врате у стање прије трудноће.

## Карактеристике бабиња
- Аменореја
- Лохије - исцједак из роднице
- Лактација
- Инволуција материце

#### Аменореја
Аменореја је изостанак менструације до којег долази након порођаја, због лучења пролактина, који има инхибирајуће дјеловање на гонадотропне хормоне хипофизе. Аменореја као посљедица лучења пролактина може потрајати до двије године, зависно од прехране мајке, интензитета дојења и почетка увођења дохране. Међутим, ако жена кратко доји или уопште не доји, прва менструација се појави већ седмицу по порођају.

#### Лохије
Лохије су исцједак из роднице који се јавља у вријеме бабиња. На почетку су лохије крваве, потом сукрвичасте и на крају смеђе. Након највише три седмице бабиња исцједак постаје оскудан и бјелкаст. Ово је узроковано тиме што се након двије седмице ушће материце затвори тако да исцједак представља само љуштење епитела роднице уз врло оскудну слуз из грлића материце.

#### Инволуција
Инволуција материце представља враћање материце у стање прије порода. Након плацентарног доба матерница има величину главе дјетета и досиже ниво пупка жене. У нормалном бабињу уколико жена одржава лактацију, материца се за двије седмице врати на величину прије порода, а након четири седмице износи између 3 и 4 cm у дијаметру.

#### Лактација
Лактација почиње два до три дана након порода. Најважнији хормон за лактацију је пролактин, за чију је продукцију основни подражај дојење. Поред пролактина, за лактацију су потребни и други хормони, као што су: инзулин, кортизол, хумани плацентарни лактоген, прогестерон и естрогени.
Уколико жена не доји ниво млијека у дојкама опада већ након 48 часова.

## Компликације у бабињама
- Постпорођајна депресија
- Маститис
- Обилније крварење које траје дуже од десетак дана
- Пуерперални ендометритис
- Пуерперална инфекција
- Упала међице
- Пуерперални ендометритис
- Пуерперална сепса
- Пијелонефритис
- Тромбоемболиа пуерпералис
- Ретенција мокраће